# استاد دانشگاه هاروارد
در دانشگاه هاروارد «استاد دانشگاه» عنوانی افتخاری است که به عالی‌ترین سطح دانش اشاره دارد و به‌شمار اندکی از اهالی این دانشگاه تعلّق می‌گیرد. در سال ۲۰۰۶ تعداد ۲۱ استاد برجسته در دانشگاه هاروارد وجود داشت. از سال ۲۰۱۷ آمار آنها به ۲۶ افزایش یافته‌است.

## استادان کنونی
- استیون گرینبلت
- آمارتیا سن
- احمد مهدوی دامغانی
- ویلیام جولیوس ویلسون
- پیتر گالیسون
- آن بلیر
- مارتا مینو
- کس سانستاین
- مایکل پورتر
- اریک ماسکین
- لارنس سامرز
- مارک کیشنر
- جرج ام. وایتسایدز
- چارلز لایبر

. . .